# Rudolf Utsch
Rudolf Utsch (* 31. Januar 1903 (andere Quellen gehen von 1904 als Geburtsjahr aus) in Brachbach/Sieg; † 30. November 1960 in Kirchen (Sieg)) war ein deutscher Schriftsteller.

## Leben
Rudolf Utsch, Sohn eines Försters und Bruder des Autors Stefan Utsch (1896–1978), besuchte die Volksschule in seinem Heimatort Brachbach, ein Realgymnasium in Betzdorf sowie eine Internatsschule in Kerpen. 1918 war er aus wirtschaftlichen Gründen gezwungen, seine Schulausbildung abzubrechen. Anfang der 1920er Jahre trat er mit ersten dramatischen Versuchen an die Öffentlichkeit. Ende der 1920er Jahre ging er nach Florenz, wo er als Privatsekretär eines Ethnologen arbeitete.
Nach seiner Rückkehr aus Italien ließ sich Utsch als freier Schriftsteller in Brachbach nieder und begann erzählende Werke zu veröffentlichen. Besonders erfolgreich war sein 1936 erschienener Roman Herrin und Knecht, von dem im Laufe der Jahre mehr als 200.000 Exemplare verkauft wurden. 1940 zog Utsch mit seiner Ehefrau nach Wuppertal-Elberfeld. Er wurde zur Wehrmacht einberufen und nahm ab 1941 am Deutsch-Sowjetischen Krieg teil. Nach einer schweren Gelbsuchterkrankung wurde er nach Italien versetzt, wo er in Turin die Zeitung für deutsche Soldaten leitete. Nach dem Ende des NS-Regimes wurde Utsch von der französischen Militärbehörde als ns-bealstet festgenommen und interniert. Er erhielt ein Schreibverbot. Nachdem seine Ehefrau 1954 verstorben war, heiratete er 1959 zum zweiten Mal. Zuletzt lebte Utsch seit 1959 in Betzdorf/Sieg.
Rudolf Utsch war Verfasser von Romanen, Erzählungen und Theaterstücken. Nachdem die Handlungen seiner Schriften anfangs vorwiegend in seiner Siegerländer Heimat angesiedelt waren, schrieb er seit den 1940er Jahren auch exotische Abenteuerromane für Jugendliche.

## Schriften
- Walpurgis, Siegen 1925
- Georg Ludowigs Heimfahrt, Einsiedeln [u. a.] 1932
- Regina Roloff, Einsiedeln [u. a.] 1933
- Herrin und Knecht, Gütersloh 1936
- Schulze Henrich, Feudingen 1937
- Vater Neist und seine Buben, Berlin 1938
- Gold im Urwald, Stuttgart 1941
- Heimkehr, Dresden 1943
- Der Waldschmied, Emsdetten/Westf. 1949
- Der Wucherer, Wuppertal-Barmen 1951
- Der Ochsenmillionär, Kreuztal/Westf. 1952
- Das Kind am Siwasch, Hamm (Westf.) 1953
- Meuterei im Dschungel, Kaldenkirchen 1953
- Dschungel-Patrouille, München 1955
- Floh ins Ohr, Emsdetten (Westf.) 1955
- Der Tigerjäger, Göttingen 1959